# Al-Qalasadi
Abū al-Ḥasan ibn ʿAlī ibn Muḥammad ibn ʿAlī al-Qalaṣādī, pe scurt Al-Qalasadi sau Al-Kalasadi, (1412–1486) a fost un matematician islamic de origine berberă.
A activat la Granada înainte de prăbușirea ultimului emirat mauritan (1492) și a murit exilat în Tunisia.

## Contribuții
S-a ocupat de aritmetica numerelor întregi, operații cu fracții, extragerea rădăcinii, rezolvarea ecuațiilor.
Al-Qalasadi reprezenta fracțiile ordinare prin sume și produse de fracții cu numărătorul o unitate.
A făcut primele încercări de a introduce simbolismul algebric, ceea ce prezintă interes din punct de vedere istoric.
Pe la 1460, la el întâlnim semnul egalității (=).
Cea mai importantă lucrare a sa este Al-Tabsira fi'lm al-hisab (în arabă: التبصير في علم الحساب‎, Explicații asupra științei aritmeticii).
1. ↑  MacTutor History of Mathematics archive, accesat în 22 august 2017
2. 1 2 3  Autoritatea BnF, accesat în 10 octombrie 2015
3. ↑  ʿAlī ibn Muḥammad al-Qalaṣādī, AlKindi
4. ↑  ʿAlī Ibn-Muḥammad al- Qalaṣādī, CERL Thesaurus, accesat în 9 octombrie 2017
5. ↑  al-Qalasadi, Diccionario biográfico español, accesat în 9 octombrie 2017
6. ↑  MacTutor History of Mathematics archive